# Friedrich Gottlieb Becker
Friedrich Gottlieb Becker (* 9. November 1792 in Gotha; † 24. Juli 1865 ebenda) war ein deutscher Verleger und Politiker.

## Leben
Becker war der zweite Sohn des Verlegers Rudolf Zacharias Becker. Nach dem Abschluss der Schule studierte er von 1810 bis 1813 Philologie und Geschichte in Leipzig und Göttingen. Im Jahr 1812 setzte er sich für die Freilassung des von den Franzosen gefangen genommenen Vaters ein. Er kämpfte 1813 als Landwehrmann in den Befreiungskriegen. Danach trat er 1814 in den Verlag seines Vaters in Gotha ein und arbeitete auch in den Redaktionen der von diesem gegründeten Zeitungen.
Im Jahr 1822 übernahm er das Familiengeschäft. Im Jahr 1830 legte er die beiden Zeitungen Nationalzeitung der Deutschen und Allgemeiner Anzeiger der Deutschen zum Allgemeinen Anzeiger und Nationalzeitung der Deutschen zusammen. Seit 1849 lautete der Titel Reichsanzeiger der Deutschen. Das Blatt musste 1850 eingestellt werden.
In geistiger Hinsicht stand er vermittelnd zwischen der von seinem Vater noch verkörperten Aufklärung und dem Frühliberalismus. Er hat sich daran beteiligt, die Erinnerung an Johann Heinrich Pestalozzi wach zu halten. Außerdem engagierte er sich für die lokalen Schul- und Gemeindeangelegenheiten. Im Jahr 1841 wurde er zum Hofrat ernannt. Von 1845 bis 1860 war er auch Direktor der Gothaerer Feuerversicherungsanstalt.
Becker vertrat 1848/1849 das Herzogtum Sachsen-Gotha in der Frankfurter Nationalversammlung. Dabei gehörte er der Fraktion Casino an. Becker war Mitglied des volkswirtschaftlichen Ausschusses. Er trat im Parlament unter anderem für eine Trennung von Kirche und Staat ein. Auch beteiligte er sich an der Debatte über eine einheitliche Gewerbeordnung und war einer der Autoren eines Gegenentwurfes.
Er nahm nach der Revolution am Gothaer Nachparlament teil. Seit 1850 war er Stadtverordneter in Gotha. Becker war von 1850 bis 1857 Präsident des Landtages von Gotha. Die Universität Jena verlieh ihm 1850 die Ehrendoktorwürde. Er wurde 1853 zum Senator ernannt und war seit 1855 Vorsteher der Innungshalle.